# Pedra da Lebre
La Pedra Moura da Lebre (la Pierre maure du Lièvre en français, également connue sous le nom de dolmen de Serramo) est un dolmen situé dans la paroisse de Serramo de la commune de Vimianzo, dans la province de La Corogne, en Galice, en Espagne.

## Situation
Le dolmen est situé à proximité des dolmens Arca da Piosa, Pedra Moura de Monte Carneo et Pedra Cuberta.

## Historique
Il a été découvert en 1987 par Mouzo F. Xoubanova et a été déclaré Bien d'intérêt culturel en 2011.

## Description
De grandes proportions, le dolmen est formé de cinq orthostates avec une dalle de couverture affaissée, soutenue par deux piliers. Les vestiges du couloir sont encore visibles. Le dolmen est daté du IVe millénaire av. J.-C.

## Galerie

Pedra da Lebre
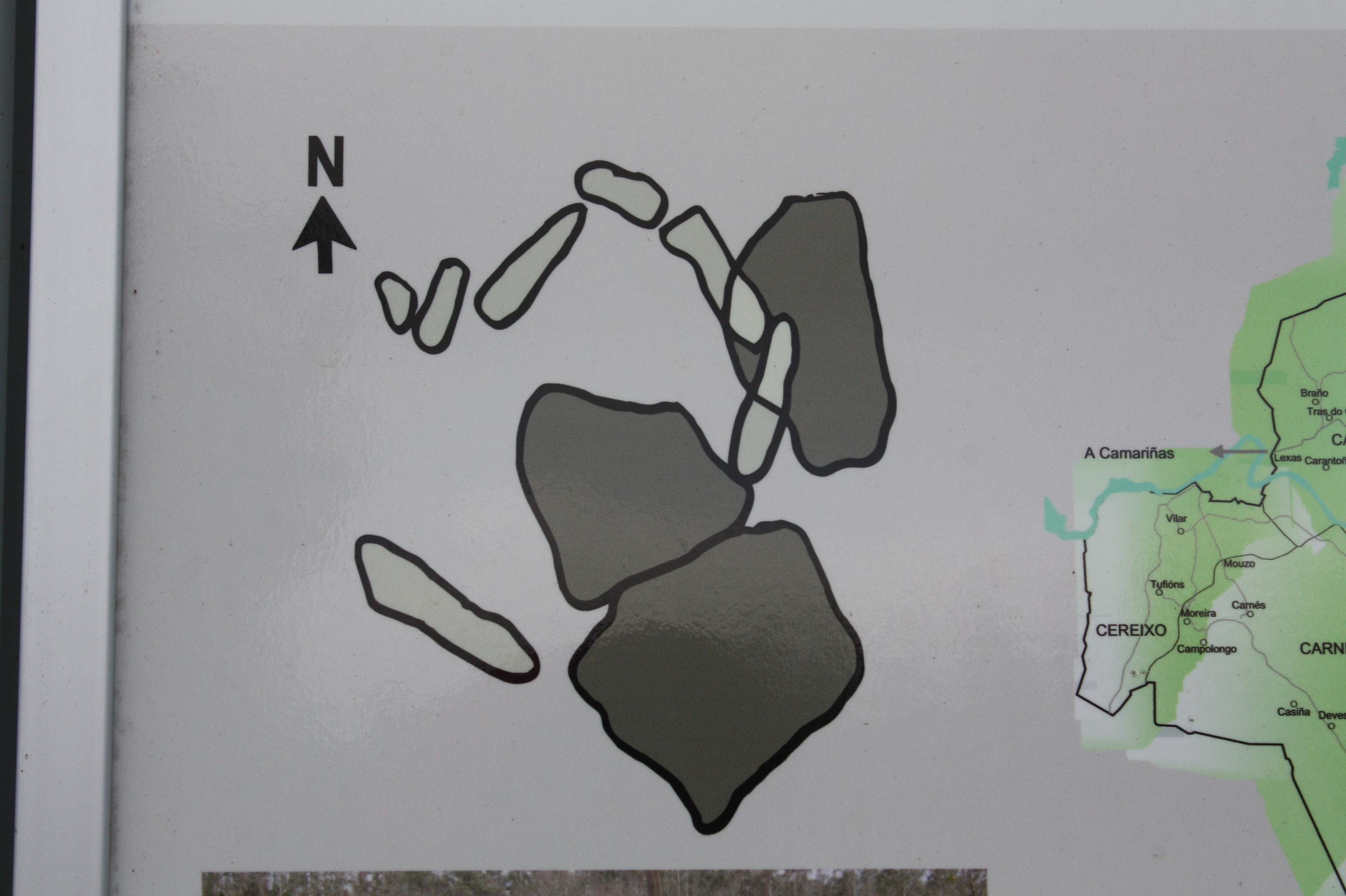
Plan du dolmen
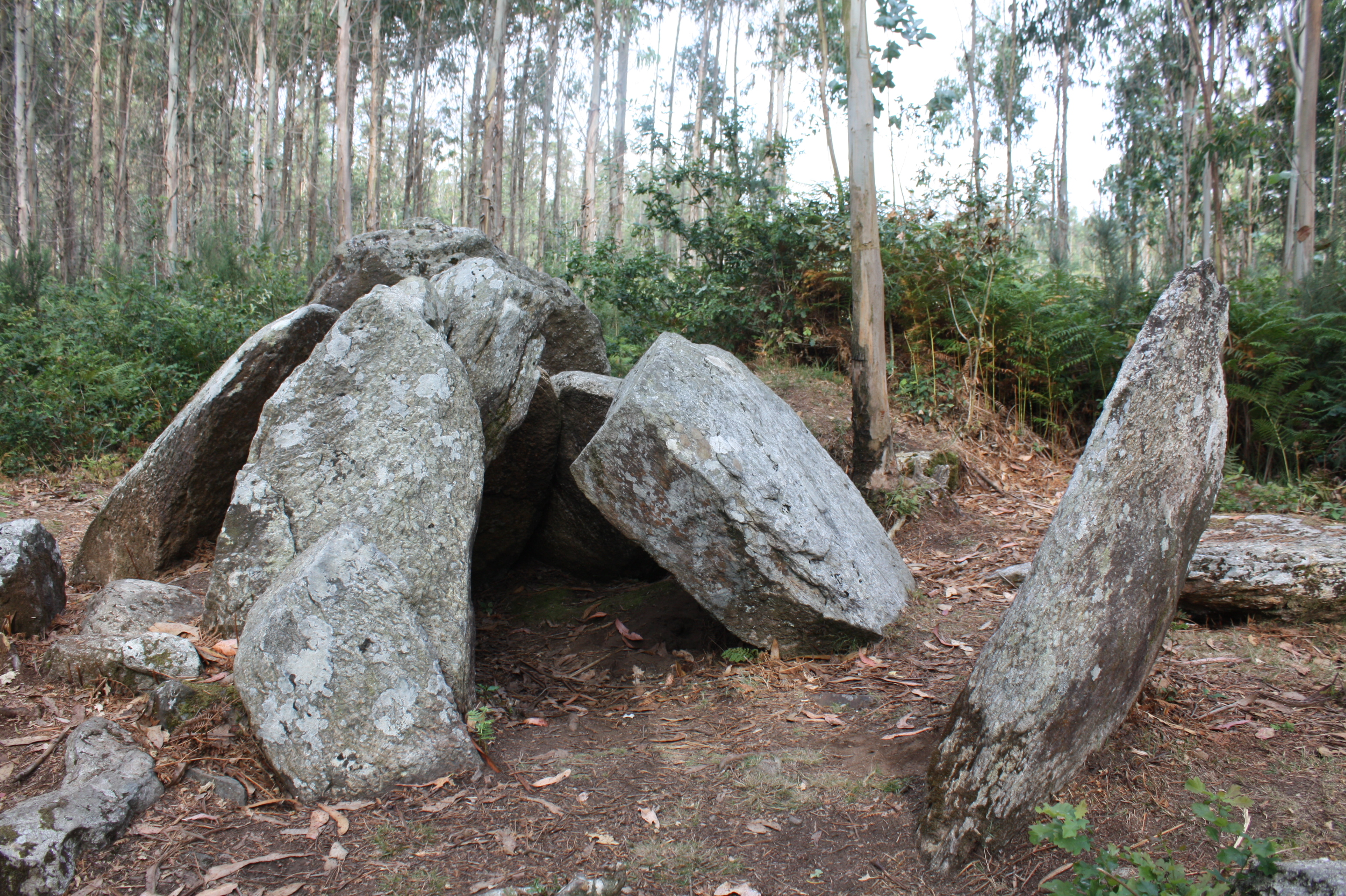
Vue du dolmen face à l'entrée